# Acacia calligera
Acacia calligera é uma espécie de leguminosa do gênero Acacia, pertencente à família Fabaceae.